# Shizuoka (prefectuur)

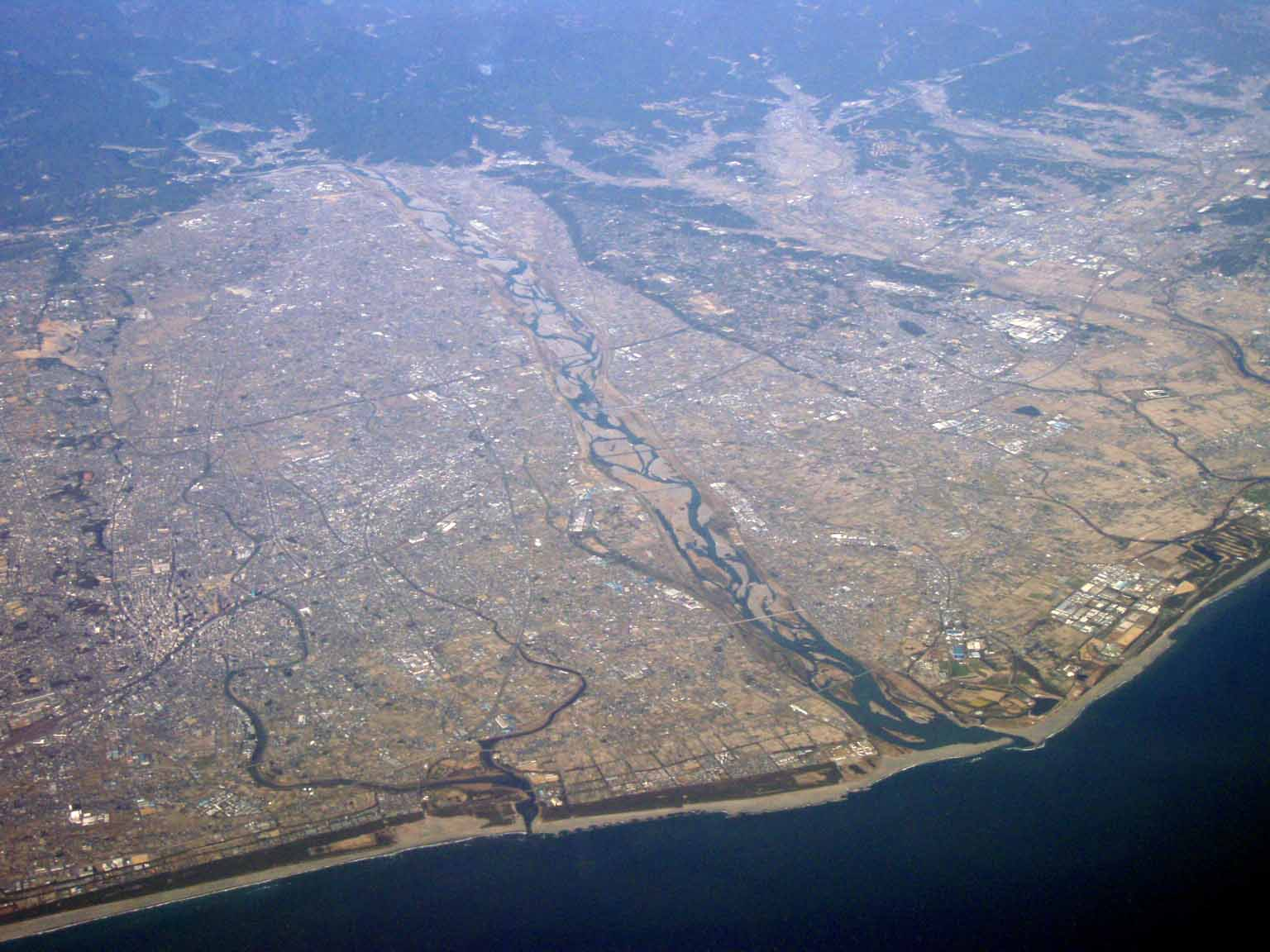
De rivier Tenryu

De  prefectuur Shizuoka (Japans: 静岡県, Shizuoka-ken) is een Japanse prefectuur ten zuidwesten van Tokio, aan de Stille Oceaan. Op 1 oktober 2008 bedroeg het aantal inwoners 3.798.258 ; ongeveer 3% van de totale Japanse bevolking. Shizuoka staat hiermee op de 10e plaats. De hoofdstad heet eveneens Shizuoka. Andere belangrijke steden zijn Numazu, Mishima, Shimizu.

## Geografie
Shizuoka is 155 kilometer lang en 118 kilometer breed. De oppervlakte is 7780,12 km 2. De prefectuur Shizuoka wordt ingesloten door Kanagawa, Yamanashi en Nagano in het noorden en Aichi in het westen. In het noorden bevinden zich bergen van meer dan drieduizend meter, waaronder diverse bergen van de zuidelijke Japanse Alpen, en de Fuji (3776 meter). Shizuoka wordt doorsneden door rivieren als de Fuji, Ohi en Tenryu, die hier ontspringen. Ruim 64% van de oppervlakte bestaat uit bos. In het zuiden vindt men het schiereiland Izu, en de baai van Shizuoka kent een mild zeeklimaat, behalve in het bergachtige noorden.
Er worden veel aardbeien geteeld; gedurende de winter in glastuinbouw, maar in de lente ook op de grond. De streek tussen Shizuoka en Shimizu wordt wel de aardbeienweg genoemd.
In Shizuoka bevinden zich veel schrijnen. Het Sengenjinja complex bevat drie schrijnen die teruggaan tot de Heian-periode; in het Toshogu-schrijn bevinden zich de stoffelijke resten van de shogun Ieyasu Tokugawa. Deze shogun groeide op in het kasteel van Hamamatsu, en resideerde in het kasteel van Sumpu (1585) eveneens in de prefectuur Shizuoka .

### Zelfstandige steden (市 shi)
Er zijn 23 steden in de prefectuur Shizuoka:
| - Atami - Fuji - Fujieda - Fujinomiya - Fukuroi - Gotenba - Hamamatsu - Ito - Iwata | - Izu - Izunokuni - Kakegawa - Kikugawa - Kosai - Makinohara - Mishima - Numazu - Omaezaki | - Shimada - Shimoda - Shizuoka (hoofdstad) - Shimizu-ku - Aoi-ku - Suruga-ku - Susono - Yaizu |

### Gemeenten (郡 gun)
De gemeenten van Shizuoka, ingedeeld naar district:
| District | Gemeenten                                              |
| -------- | ------------------------------------------------------ |
| Haibara  | Kawanehon - Yoshida                                    |
| Kamo     | Higashiizu - Kawazu - Matsuzaki - Minamiizu - Nishiizu |
| Shuchi   | Mori                                                   |
| Sunto    | Nagaizumi - Oyama - Shimizu                            |
| Tagata   | Kannami                                                |

### Fusies
(situatie op 9 juli 2010) 
Zie ook: Gemeentelijke herindeling in Japan
- Op 1 april 2008 werd de gemeente Kawane van het district Haibara aangehecht bij de stad Shimada.
- Op 1 november 2008 werd de gemeente Yui van het district Ihara aangehecht bij de wijk Shimizu van de stad Shizuoka. De gemeente Fujikawa van hetzelfde district werd aangehecht door de stad Fuji. Op dezelfde dag fuseerde de gemeente Ōigawa van het district Shida met de stad Yaizu.
- Op 1 januari 2009 werd de gemeente Okabe aangehecht door de stad Fujieda. Het district Shida verdween na deze fusie.[2]
- Op 23 maart 2010 werd de gemeente Arai van het district Hamana aangehecht bij de stad Kosai. Het district Hamana verdween na deze fusie.[3]
- Op 23 maart 2010 werd de gemeente Shibakawa van het district Fuji aangehecht bij de stad Fujinomiya. Het district Fuji verdween na deze fusie.[3]

## Symbolen
De bloem van Shizuoka is de azalea; de vogel is de Terpsiphone atrocaudata; en de boom is de Osmanthus fragrans.